# 2512 Tavastia
2512 Tavastia eller 1940 GG är en asteroid i huvudbältet som upptäcktes den 3 april 1940 av den finske astronomen Yrjö Väisälä vid Storheikkilä observatorium. Den är uppkallad efter det tidigare landskapet Tavastland, i Finland.
Asteroiden har en diameter på ungefär 7 kilometer och den tillhör asteroidgruppen Matterania.